# Gersheim
Gersheim is een gemeente in de Duitse deelstaat Saarland, en maakt deel uit van de Saarpfalz-Kreis.
Gersheim telt 6.266 inwoners.
Bexbach · Blieskastel · Gersheim · Homburg · Kirkel · Mandelbachtal · Sankt Ingbert